# Йоланда Ґріффіт
Йоланда Ґріффіт (англ. Yolanda Griffith, 1 березня 1970) — американська баскетболістка.
Олімпійська чемпіонка 2000, 2004 років.